# Пьова-Массая
Пьова-Массая (итал. Piovà Massaia) — коммуна в северной Италии, располагается в провинции Асти региона Пьемонт.
Население составляет 706 человек (2008 г.), плотность населения составляет 65 чел./км². Занимает площадь 11 км². Почтовый индекс — 14020. Телефонный код — 0141.
Покровителем коммуны почитается святой Георгий, празднование 23 апреля.

## Демография
Динамика населения:

## Администрация коммуны
- Официальный сайт: